# Elizabeth Hawley
Elizabeth ("Liz") Ann Hawley (Chicago, 9 novembre 1923 – Kathmandu, 26 gennaio 2018) è stata una giornalista e scrittrice statunitense, cronista delle spedizioni alpinistiche himalayane. Lavorò per Fortune, Time e Reuters e realizzò il The Himalayan Database che elenca più di 9.600 spedizioni e 70.000 alpinisti e, pur non avendo uno statuto o un ruolo ufficiale, è il riferimento essenziale per le scalate nell'Himalaya nepalese. I dati registrati abbracciano più di un secolo – dal 1905 al 2016 – e coprono 340 vette nepalesi classificate per vetta, scalatore, spedizione, nazionalità, stagione, tasso di mortalità; i dati includono anche spedizioni su entrambi i lati delle montagne di confine come Everest, Cho Oyu, Makalu e Kangchenjunga. Sostenitrice dell'Himalayan Trust, fondato da Edmund Hillary, che promuove l'economia di Solukhumbu e migliora le condizioni di vita della gente del posto, Hawley è stata console onorario della Nuova Zelanda in Nepal.
Hawley non scalò mai una vetta. Reinhold Messner disse di lei: “Se avevo bisogno di informazioni per una scalata su vette di 8000 metri è a lei che mi rivolgevo”. Il 9 maggio 2008, dopo aver scalato i 7.242 m. del Putha Hiunchuli, l'alpinista francese François Damilano effettuò la prima salita in solitaria di una cima vergine di 6.182 m. nel gruppo del Dhaulagiri. Lo chiamò, in onore di Elizabeth Hawley, Pic Hawley.

## Biografia
Hawley nacque a Chicago, Illinois, nel 1923, figlia di Frank Hawley, un discendente di immigrati che partecipò alla prima guerra mondiale nella Marina degli Stati Uniti, e di Florelle Gore, laureata con lode in letteratura inglese alla Northwestern University. Elizabeth era la seconda figlia degli Hawley, nata tre anni dopo suo fratello John. Presto la famiglia si trasferì a Yonkers, nello stato americano di New York, ma poco dopo la madre si trasferì con i figli in Indiana per sistemare la tenuta del padre, un imprenditore noto in quanto era stato presidente della Chicago Crime Commission, aveva guidato la lotta contro il contrabbando di alcolici durante il proibizionismo. La separazione della famiglia durò quattro anni.  
Dopo che gli affari ereditari della madre di Elizabeth furono chiariti, la famiglia si riunì e si trasferì di nuovo in una casa comune a Birmingham (Michigan), dove la giovane Elizabeth frequentò la scuola secondaria. Durante questo periodo, si ammalò gravemente di poliomielite, ma sopravvisse all'infezione senza conseguenze durature. Quando la Grande Depressione rese impossibile per il padre fare affari nel Michigan, gli Hawley si trasferirono a New York e scelsero una prestigiosa scuola nel sobborgo di Scarsdale per Elizabeth. Durante gli anni del liceo, la famiglia di Elizabeth acquistò una casa estiva nel Dorset, nel Vermont. Da qui, Frank Hawley e sua figlia intrapresero lunghe escursioni attraverso le colline circostanti. Sebbene Elizabeth Hawley non fosse così vicina a lui come lo era a sua madre – la biografa di Hawley, Bernadette McDonald, sospetta che la ragione fosse dovuta alla separazione di quattro anni della famiglia – suo padre ebbe una forte influenza su di lei e il  fratello. Mostrò interesse per la loro istruzione scolastica e l'interazione sociale, e, attraverso le sue capacità finanziarie, assicurò il tenore di vita della famiglia anche durante i periodi economicamente difficili della depressione e della seconda guerra mondiale. Il che rese possibile a entrambi i figli di frequentare l'università.

### Il lavoro a "Fortune"
Studiò all'Università del Michigan e si laureò con lode in inglese nel 1946. Quell'anno trovò anche lavoro come ricercatrice e giornalista documentarista a New York presso la rivista Fortune. L'occupazione prevedeva viaggi all'interno degli Stati Uniti, ma anche in Canada e Brasile; grazie ad uno stile di vita frugale, Hawley risparmiò i soldi per ulteriori viaggi all'estero durante i suoi periodi di vacanza. Il primo la portò ad attraversare l'Atlantico fino a Londra nel 1948 a bordo della Queen Mary, dopodiché visitò prima le zone rurali della Gran Bretagna, poi le metropoli europee di Parigi, Roma e Firenze. Nel 1949, poco dopo il suo ritorno dall'Europa, suo fratello John morì inaspettatamente di cancro all'età di 35 anni. La sua morte prematura colpì duramente Hawley – ora senza fratelli – ma secondo i resoconti di amici e parenti, rimase esteriormente composta.
Negli anni successivi, Hawley intraprese ripetutamente lunghi viaggi, la maggior parte del tempo da sola. Nell'estate del 1949 visitò gli stati dilaniati dalla guerra della Germania e dell'Austria, poi fu a Montecarlo e prese l'Orient Express per Trieste. Seguì un viaggio di andata e ritorno attraverso la Jugoslavia. Hawley incontrò persone di un'ampia varietà di classi sociali, dalla popolazione rurale proveniente dagli ambienti più poveri ai più alti funzionari governativi come il maresciallo Tito. Due anni dopo, si recò a Berlino bombardata, poi in Finlandia. Nel 1953 fece il suo primo viaggio in Africa, che la portò in Tunisia, Algeria e Marocco. Negli anni successivi fu in Medio Oriente e di nuovo in Africa, questa volta in Sudan e in Kenya, che non era ancora indipendente.

### In viaggio per il mondo
Dopo undici anni a Fortune, Hawley lasciò il lavoro nel 1956. Il 16 aprile 1957 partì per un viaggio di due anni intorno al mondo. Viaggiando principalmente in treno o in autobus, inizialmente si recò nell'Europa dell'Est: via Parigi raggiunse Varsavia, quindi Svezia e Finlandia, poi Leningrado, Mosca, Stalingrado e le zone rurali dell'Unione Sovietica. Una gita in barca sul Volga e sul Don la portò a Rostov fino a Gori in Georgia, e via Kiev tornò a Mosca. A luglio tornò a Vienna dove dovette cambiare i suoi ulteriori piani di viaggio perché le fu negato l'ingresso in Romania come viaggiatrice individuale. Arrivò a Praga alla fine del mese, poi attraversò la Germania Ovest, la Grecia e l'Italia per tornare a Belgrado a dicembre. L'anno successivo, Hawley fece un nuovo tour in Medio Oriente con tappe in Turchia, Israele, Iran, Libano e Giordania. Per poter entrare e uscire da Israele e dagli stati arabi senza problemi, Hawley non fece timbrare i visti sul passaporto da funzionari indulgenti presentando un certificato in cui si diceva che non era ebrea. Nel 1959 viaggiò attraverso l'Asia meridionale con il Nepal, poi in barca verso il sud-est asiatico e di nuovo negli Stati Uniti attraverso il Giappone. Era particolarmente affascinata dall'estraneità del Nepal, che aveva aperto le sue frontiere agli stranieri solo nel 1950. Dopo il viaggio, decise di emigrare proprio in Nepal.

### In Nepal per tutta la vita

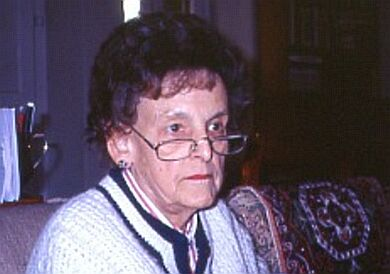
Elizabeth Hawley nel 1999

Nel 1960 iniziò a lavorare dal Nepal come giornalista e corrispondente per il Time, ma in seguito passò all'agenzia di stampa Reuters nel 1962. Coprì la spedizione americana dell'Everest del 1963 che ha attraversato il Monte Everest. Il suo articolo sulla morte del primo ministro nepalese finì sulla prima pagina del New York Times. Socializzò regolarmente con i reali e i politici di alto livello in Nepal, sui quali ha scritto per i media statunitensi.
Dall'inizio degli anni '60, Hawley ha compilato record dell'alpinismo himalayano, registrando oltre 4.000 spedizioni e 36.000 alpinisti. A partire da marzo 2011, ha condotto circa 15.000 interviste con alpinisti, ricercando dati su circa 80.000 ascensioni a circa 340 diverse vette in Nepal, comprese quelle ai confini con la Cina e l'India. Questi costituiscono la base per l'Himalayan Database tedesco dell'American Alpine Club, una cronaca quasi completa delle ascensioni dei settemila e ottomila in Nepal e Tibet.
Di conseguenza, anche se Hawley non era un'alpinista e non è mai salita su una delle vette, era considerata a livello internazionale come l'autorità per il riconoscimento dei successi in vetta in Nepal ed era soprannominata "Mama Himalaya". Le sue informazioni erano considerate affidabili negli ambienti di esperti, e la sua valutazione era considerata decisiva per il riconoscimento dei successi. Il fatto che fosse stata in grado di smascherare più volte presunte ascensioni come bugie o errori, le valsero ulteriori soprannomi di "Miss Marple di Kathmandu" e "Sherlock Holmes delle montagne". Ad esempio, fu in grado di dimostrare all'olandese Bart Vos che la sua presunta salita in solitaria del Dhaulagiri I attraverso la parete est nell'autunno del 1996 non aveva avuto luogo come dichiarato; mostrò al russo Anatoly Bukrejew che non era arrivato in cima allo Shishapangma, ma solo in un pre-vertice. Nella sua ricerca per l'Himalayan Database, Hawley fu supportata dalla tedesca Billi Bierling.  Hawley rinunciò alla guida dell'Himalayan Database pochi anni prima della sua morte.

### La morte
Morì nel gennaio 2018 a Kathmandu all'età di 95 anni di polmonite e ictus presso il CIWEC Clinic Travel Medicine Center in Nepal. La notizia della sua morte apparve sulla prima pagina dei notiziari nel Regno Unito, negli Stati Uniti, in Nuova Zelanda e in Nepal.
La cerimonia funebre si svolse il 28 gennaio 2018 e fu organizzata dall'Himalayan Trust Nepal secondo la tradizione Sherpa e la religione buddista (anche se Hawley era atea) presso il tempio di Swayambunath. Il suo corpo fu cremato e le sue ceneri rimasero in Nepal, secondo i suoi desideri.

## Vita privata
Elizabeth Hawley non era sposata e non aveva figli.

## Opere
- Elizabeth Hawley, Richard Salisbury, Il database himalayano: gli archivi della spedizione di Elizabeth Hawley, Stampa del Club Alpino Americano, Golden (Colorado) 2004, ISBN 0-930410-99-8.
- Elizabeth Hawley, Richard Salisbury, L'Himalaya con i numeri. Un'analisi statistica dell'alpinismo nell'Himalaya nepalese, 2007 (himalayandatabase.com [PDF; 6,9 MB ]).

## Premi e riconoscimenti
- 1994 - Premio letterario dell'American Alpine Club
- 1998 - Premio Albert Mountain dalla King Albert I Memorial Foundation.[16]